# Rijenci
Rijenci – wieś w Chorwacji, w żupanii virowiticko-podrawskiej, w gminie Voćin. W 2011 roku liczyła 5 mieszkańców.